# Conophyma zhaosuensis
Conophyma zhaosuensis är en insektsart som beskrevs av Huang, C. 1982. Conophyma zhaosuensis ingår i släktet Conophyma och familjen Dericorythidae. Inga underarter finns listade i Catalogue of Life.